# Olm (Fernsehsendung)

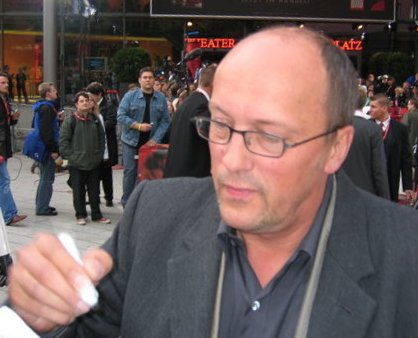
Hans Werner Olm

OLM! ist eine TV-Personality-Show des Komikers Hans Werner Olm. Die Erstausstrahlung war am Samstag, dem 6. April 2002 auf dem Privatsender RTL. Olm führt dabei Teile aus seinem zum Teil seit vielen Jahren bestehenden Bühnenprogramm auf, nimmt aber auch Bezug auf aktuelle Ereignisse. Meist ist auch noch ein Gast anwesend, der in der Regel selbst Komiker ist. Eine Besonderheit besteht in den verschiedenen Personen, die von Olm gespielt werden. Eine dieser Personen singt meist zum Abschluss ein Lied mit einem Chor. Die Sendung wurde abgesetzt und ProSieben zeigte ab 15. Januar 2006 die Sendung OLM unterwegs, die OLM! sehr ähnlich war.

## Olms Rollen

### Luise Koschinsky
Luise ist eine nicht unbedingt zurückhaltende Trümmerfrau mit einem derben Humor und einer sehr auffälligen Stimme. Die „Wuchtbrumme“ kommt aus Meppen und bedient viele Klischees der „deutschen Oma“; diese werden oft auch übertrieben. Ihr Mann Herbert ist tot, sein Oberkörper wurde jedoch ausgestopft, so dass Luise weiterhin mit ihm spricht oder ihn im Bollerwagen spazieren fährt. Ein Running Gag ist auch, dass sie an öffentlichen Plätzen die Notdurft verrichtet. Ein typischer Ausspruch ist „Scheiß die Wand an, ist das schön hier!“

### Paul Schrader
Ein Millionär, der sein Geld durch den Im- und Export von Gewürzen nach Paderborn verdiente. Er ist immer wieder Gast auf High-Society-Veranstaltungen und redet dort mit Prominenten.

Der Name ist der Firma Paul Schrader & Co. aus Bremen entlehnt, die Tee im Versandhandel und einem Ladengeschäft vertreibt.

### Iff
Iff ist ein Hippie, der mit einer Gitarre an öffentlichen Plätzen herumläuft und dort alte Songs mit neuen, zur Situation passenden Texten singt.

### Helmut Prinz
Ein Mann, der Bewerber zu einem Vorstellungsgespräch holt und dort sinnlose Dinge von ihnen erwartet.

### Günther Schwagalla
Ihren ersten öffentlichen Auftritt hatte diese Figur bereits 1989 bei Olms erstem abendfüllenden Soloprogramm „Der Macht die Gefühle“ (sic!). „Günni“ Schwagalla („für euch auch Schwaggi“, so Olm während seines wohl bekanntesten Auftritts in dieser Rolle während der Karl-Dall-Show 1992) ist ein Mann, der auf betont lässige Ruhrpott-Weise von grotesken Situationen aus seinem Leben erzählt, insbesondere über Autos („Vorn ist alles Halogen, und den Rest kannst du von hinten seh'n“). Diese Figur (stets mit Schnauzbart und Piloten-Sonnenbrille ausgestattet, oft im zweiteiligen Trainingsanzug aus grellbunter Fallschirmseide) bedient das Klischee des ungebildeten, aber von sich selbst völlig überzeugten „Prolls“. Auf der 1993 veröffentlichten ersten CD-Single Olms unter dem Titel „Wat geht ab“ brilliert Günter Schwagalla als Sänger. Eines seiner besonderen Erkennungszeichen ist auch der Griff zum Schritt.

## Auszeichnungen
- 2004 Deutscher Comedypreis: Beste Comedy-Show